# 10264 Marov
10264 Marov eller 1978 PH3 är en asteroid i huvudbältet som upptäcktes den 8 augusti 1978 av den rysk-sovjetiske astronomen Nikolaj Tjernych vid Krims astrofysiska observatorium på Krim. Den har fått sitt namn efter Mikhail Yakovlevich Marov.
Asteroiden har en diameter på ungefär 13 kilometer och den tillhör asteroidgruppen Themis.